# Il Volo (album 2010)
| Recensione | Giudizio |
| ---------- | -------- |
| AllMusic   |          |

Il Volo è il primo album in studio del gruppo musicale italiano omonimo, pubblicato in Italia il 30 novembre 2010 dalla Geffen Records e distribuito dalla Universal Music Group.

## Descrizione
Prodotto da Tony Renis e Humberto Gatica, l'album ha raggiunto il sesto posto nella Classifica FIMI Album, paese nel quale è stato certificato disco di platino dalla FIMI.
Il 17 maggio 2011 è stata pubblicata la versione internazionale dell'album, che ha raggiunto la Top 10 nella classifica statunitense degli album, oltre che in Francia, Austria, Belgio (Vallonia), Nuova Zelanda, Germania e Paesi Bassi. L'album è disponibile inoltre in una versione in lingua spagnola, pubblicata il 7 giugno 2011 e che è arrivata al sesto posto nella classifica messicana, oltre ad ottenere un disco d'oro dalla RIAA per le oltre 500 000 copie vendute negli Stati Uniti d'America.
Il brano Notte stellata ha ricevuto particolare attenzione in Giappone da quando il due volte campione olimpico di pattinaggio Yuzuru Hanyū ha iniziato a usarlo come programma di esibizione. Nel 2023 il brano ha rappresentato la sigla di apertura dell'omonimo show dedicato alla memoria del terremoto del Tohoku del 2011.

## Tracce

### Edizione italiana
1. Il mondo – 4:21 (testo: Gianni Meccia – musica: Jimmy Fontana, Carlo Pes, Italo Greco)
2. E più ti penso – 4:47 (testo: Tony Renis, Mogol – musica: Ennio Morricone)
3. È la mia vita – 4:09 (testo: Pino Marino – musica: Maurizio Fabrizio)
4. 'O sole mio – 3:36 (testo: Giovanni Capurro – musica: Eduardo Di Capua, Alfredo Mazzucchi)
5. El reloj – 4:09 (Roberto Cantoral)
6. Smile – 4:47 (testo: John Turner, Geoffrey Parsons – musica: Charlie Chaplin)
7. Notte stellata (The Swan) – 3:50 (testo: Tony Renis – musica: Camille Saint-Saëns)
8. La Luna hizo esto – 3:28 (Mark Portman, Diane Warren, Edgar Cortázar)
9. Per te – 5:03 (testo: Marco Marinangeli – musica: Josh Groban, Walter Afanasieff)
10. Un amore così grande – 4:22 (testo: Antonella Maggio – musica: Guido Maria Ferilli)

### Edizione internazionale
1. Il mondo – 4:21 (testo: Gianni Meccia – musica: Jimmy Fontana, Carlo Pes, Italo Greco)
2. E più ti penso – 4:47 (testo: Tony Renis, Mogol – musica: Ennio Morricone)
3. 'O sole mio – 3:36 (testo: Giovanni Capurro – musica: Eduardo Di Capua, Alfredo Mazzucchi)
4. Un amore così grande – 4:22 (Antonella Maggio, Guido Ferilli)
5. El reloj – 4:09 (Roberto Cantoral)
6. Smile – 4:47 (testo: John Turner, Geoffrey Parsons – musica: Charlie Chaplin)
7. Per te – 5:03 (testo: Marco Marinangeli – musica: Josh Groban, Walter Afanasieff)
8. La Luna hizo esto – 3:28 (Mark Portman, Diane Warren, Edgar Cortázar)
9. È la mia vita – 4:09 (testo: Pino Marino – musica: Maurizio Fabrizio)
10. Notte stellata (The Swan) – 3:50 (testo: Tony Renis – musica: Camille Saint-Saëns)
11. Painfully Beautiful – 3:45 (Diane Warren)
12. This Time – 3:07 (Kevin Griffin, Mike Busbee, Michelle Robin Lewis)

### Edizione spagnola
1. Hasta el final – 4:35 (Adam Anders, Claudia Brant, Marco Marinangeli)
2. Gira el mundo gira – 4:21 (testo: Gianni Meccia, Alejandro Lerner – musica: Jimmy Fontana, Carlo Pes, Italo Greco)
3. El reloj – 4:09 (Roberto Cantoral)
4. Nuestro amor es más que grande – 4:22 (testo: Antonella Maggio, Claudia Brant – musica: Guido Maria Ferilli)
5. 'O sole mio – 3:35 (testo: Giovanni Capurro – musica: Eduardo Di Capua, Alfredo Mazzucchi)
6. La Luna hizo esto – 3:28 (Mark Portman, Diane Warren, Edgar Cortázargf)
7. Así será – 5:03 (Marco Marinangeli, Josh Groban, Walter Afanasieff, Claudia Brant)
8. Mi vida – 4:09 (testo: Maurizio Fabrizio, Pino Marino, Alejandro Lerner)
9. Notte stellata (Noche de estrellas) – 3:50 (Tony Renis, Camille Saint-Saëns)
10. Smile (Sonríe) – 4:46 (John Turner, Geoffrey Parsons, Charlie Chaplin)
11. E più ti penso (Pienso en ti) – 4:47 (testo: Tony Renis, Mogol – musica: Ennio Morricone)

## Formazione
- Piero Barone – tenore
- Ignazio Boschetto – tenore
- Gianluca Ginoble – baritono

## Classifiche

### Classifiche settimanali
| Classifica (2010/12) | Posizione massima |
| -------------------- | ----------------- |
| Australia            | 18                |
| Austria              | 1                 |
| Belgio (Fiandre)     | 42                |
| Belgio (Vallonia)    | 3                 |
| Canada               | 55                |
| Francia              | 10                |
| Germania             | 8                 |
| Irlanda              | 10                |
| Italia               | 6                 |
| Messico              | 6                 |
| Nuova Zelanda        | 2                 |
| Paesi Bassi          | 7                 |
| Portogallo           | 25                |
| Regno Unito          | 43                |
| Spagna               | 21                |
| Stati Uniti          | 10                |
| Svizzera             | 46                |

### Classifiche di fine anno
| Classifica (2010)   | Posizione |
| ------------------- | --------- |
| Italia              | 86        |
| Classifica (2011)   | Posizione |
| Belgio (Vallonia)   | 47        |
| Francia             | 73        |
| Nuova Zelanda       | 33        |
| Paesi Bassi         | 55        |
| Stati Uniti (latin) | 32        |